# Auguste (pièce de théâtre)
 (décembre 2020).
Si vous disposez d'ouvrages ou d'articles de référence ou si vous connaissez des sites web de qualité traitant du thème abordé ici, merci de compléter l'article en donnant les références utiles à sa vérifiabilité et en les liant à la section « Notes et références ».
Pour les articles homonymes, voir Auguste (homonymie).
Auguste est une pièce de théâtre de Raymond Castans joué pour la première fois en 1957 au Théâtre des Nouveautés.

## Argument
Gérard Flower est un public relation pour les vedettes en tous genres. Il veut lancer une starlette, Françoise Martin, en imaginant un faux suicide et un faux sauvetage par une grande vedette hollywoodienne, Gary Johnson. Tout a été réglé dans les moindres détails, l'arrivée du Président de la République sur le pont de l'Alma, le suicide de Françoise, le sauvetage par la star, les journalistes... Mais un grain de sable vient gripper cette belle mécanique : Auguste. Ce petit employé de banque sera le plus rapide pour secourir Françoise puis se retrouve, bien malgré lui, sous les feux des projecteurs...

## Diffusion télévisuelle de 1967
Elle a été diffusée pour la première fois le 3 août 1967 sur la première chaîne de l'ORTF. Rediffusion au milieu des années 80.

### Fiche technique
- Auteur : Raymond Castans
- Réalisation : Pierre Sabbagh
- Mise en scène : Christian-Gérard
- Décors : Roger Harth
- Costumes : Donald Cardwell
- Chef de production : Jean Rolland
- Directeur de la vision : Henri Lamare
- Ingénieur du son : Michel Bernoville
- Cadreurs : Jacques Guillier, Marcel Moulinard, Daniel Kilmetis, Roland Hollinger
- Direction de la scène : Edward Sanderson
- Adjoint au directeur de la scène : Guy Noël
- Directeur de la photographie : Lucien Billard
- Script : Yvette Boussard
- Script assistant : Guy Mauplot
- Date et lieu d'enregistrement : 20 mai 1967 au théâtre Marigny

### Distribution
- Fernand Reynaud : Auguste Roussel
- Michel Vocoret : Georges Flower
- Jacqueline Mille : Jeanne, la secrétaire
- Renée Caron : Françoise Martin
- Jacques Mancier : Royer de l'Ain
- Pierre Mirat : Albert Chevalier
- René Bouloc : Walter Dupont, le photographe

## Adaptation cinématographie
Film homonyme réalisé par Pierre Chevalier et sorti en 1961.